# 22581 Rosahemphill
22581 Rosahemphill è un asteroide della fascia principale. Scoperto nel 1998, presenta un'orbita caratterizzata da un semiasse maggiore pari a 2,4150085 UA e da un'eccentricità di 0,1268853, inclinata di 1,19523° rispetto all'eclittica.